# Jong Tae-Se
Jong Tae-se (hangul: 정대세, hanja: 鄭大世; 2. marts 1984) (født 2. marts 1984) er en nordkoreansk fodboldspiller. Han er bedst kendt for sin deltagelse for Nordkoreas landshold ved VM i 2010 i Sydafrika, hvor Nordkorea spillede 1-2 mod Brasilien den 15. juli 2010.
Han er en af de få nordkoreanske spillere, der har spillet i den japanske J-League, ligesom han har spillet i 2. Bundesliga. Han spiller pt. i japanske Shimizu S-Pulse.